# Longdendale
Longdendale – wieś w Anglii, w hrabstwie Derbyshire, w dystrykcie High Peak.